# 左宗棠
左宗棠（1812年11月10日—1885年9月5日），字季高，号湘上农人，署名今亮，谥文襄，湖南湘阴人，晚清重臣、湘军將領、政治家、文學家、軍事家、外交家、實業家、改革家、詩人。一生亲历了討伐太平天國、洋务运动、陕甘回变、新疆之役等重要中國历史事件。然在中法戰爭馬尾海戰後，以欽差大臣之名重整湘軍督辦福建、臺灣海疆防務期間，壯志未酬病逝於福州，享壽73歲。
宗棠少时屡试不第，功名止於舉人，在醴陵渌江书院主讲二年，转而遍读群书，留意水利、農業，钻研舆地、兵法。官至东阁大学士、军机大臣、一等輕車都尉，封二等恪靖侯。與曾國藩、李鸿章、張之洞，并稱「晚清四大名臣」。

## 生平
清嘉庆十七年十月初七日（1812年11月10日），左宗棠生于湖南省湘阴县东乡左家棠，父亲左观澜，母亲余氏。左宗棠的父亲左观澜以教书为业。从小左宗棠跟随父亲耳濡目染，后进入城南书院读书，受教于湖南大儒贺熙龄，受到其经世致用思想的影响。在求学期间，结识了胡林翼等同窗好友。道光十二年（1832年），20岁的左宗棠参加乡试，中举人。同年左宗棠与同乡富商千金周诒端结婚，入赘周家。    

## 重大事件

### 读书治学

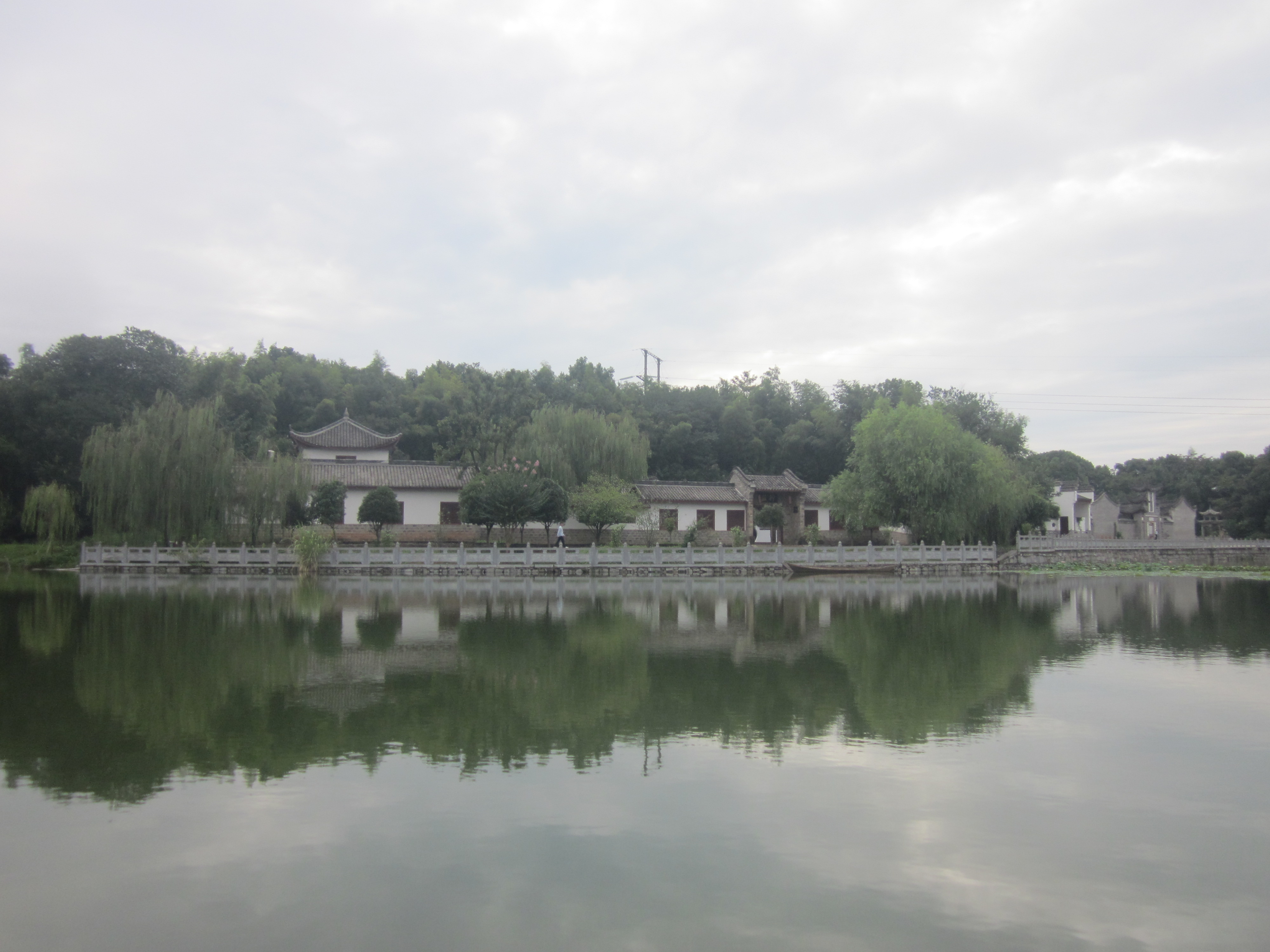
湖南省湘陰縣的左宗棠故居

1826年（道光六年），左宗棠参加湖南湘阴县县试，得到第一名。:411827年（道光七年），左宗棠参加长沙府试，得到第二名。:41
1829年（道光九年）。18岁的左宗棠开始阅读顾祖禹的《读史方舆纪要》、顾炎武的《天下郡国利病书》、齐召南的《水道提纲》，精研大清历史、地理（包括水利）、军事、经济，并且做了脚注和笔记，当时的八股文学子对他“莫不窃笑，以为无所用之”。:41
1830年（道光十年），时任江苏布政使的贺长龄因为丁忧而回到长沙府，他曾请魏源编辑了清朝开国到道光的社会现实和经世致用的论文书《皇朝经世文编》一百二十卷，左宗棠前去贺长龄家请教，贺长龄“以国士见待”，家中藏书任其借阅，每次左宗棠去他家借书，贺长龄亲自登楼梯取书，并且不以为烦，每次左宗棠还书，贺长龄询问左宗棠心得体会“互相考订，孜孜龂龂，无稍厌倦”，贺长龄劝告左宗棠“幸勿苟且小就，自限其成”。:41
1831年（道光十一年），左宗棠进入南宋张浚、张拭开办的长沙城南书院读书，教书的人是贺长龄的弟弟贺熙龄，贺熙龄教书讲究“透以义理、经世之学，不专重制艺、帖括”，左宗棠在这里认识了罗泽南等人，贺熙龄评价左宗棠说，“左季高少从余游，观其卓然能自立，叩其学则确然有所得……”:42
1837年（道光十七年），左宗棠应巡抚吴荣光的邀请，到醴陵渌江书院讲学，书院有学子60余人，收入微薄。不久，时任两江总督的陶澍途径醴陵，到安化省墓，醴陵县官吏请左宗棠写对联迎接，左宗棠写下「春殿語從容，廿載家山印心石在；大江流日夜，八州子弟翹首公歸」，陶澍看到对联极为高兴，于是邀请左宗棠相见，“一见目为奇才，纵论古今，为留一宿”，次日，陶澍带着左宗棠周游醴陵，成为忘年之交，后来成为儿女亲家。:42-43
1849年（道光二十九年），左宗棠离开安化，来长沙府开馆授学，女婿陶桄跟其学习，黄冕的3个儿子、周振的儿子周开锡也跟着左宗棠学习。这年，云贵总督林则徐因病回福建养病，林则徐的船从洞庭湖到湘江，农历十一月二十一日到长沙，林则徐派人去湘阴柳庄邀请左宗棠前来，胡林翼担任贵州安顺知府时，胡林翼给林则徐推荐左宗棠，“湘阴左君有异才，品学为湘中士类第一”，当时林则徐听说后写信请左宗棠担任云贵总督幕府，但是由于左宗棠长兄的遗子办婚事，同时还要给陶家孩子上课，因此没有前行，“西望滇池，孤怀怅结”。:45左宗棠接到林则徐手下的邀请后写了“湖南举人左宗棠”大红拜帖，匆匆赶到林则徐在湘江的船上，在过板时，一脚踩空，落入湘江，换完衣服，两人乘船在岳麓山下一个僻静的停泊处喝酒畅谈天下大事，一直到第二天清晨。:45左宗棠后来说，“伉谈今昔，江风吹浪，柁楼竟夕有声，与船窗人语互相应答，曙鼓欲严，始各别去”。:45这次会见中，林则徐把自己在新疆整理的资料全部给了左宗棠，并说，“吾老矣，空有御俄之志，终无成就之日。数年来留心人才，欲将此重任托付”，“东南洋夷，能御之者或有人；西定新疆，舍君莫属。以吾数年心血，献给足下，或许将来治疆用得着”。:45临别时，林则徐写了一副对联送给左宗棠，“此地有崇山峻岭，茂林修竹；是能读三坟五典，八索九丘”。:45

### 平定陕甘回乱
同治陕甘回变是於19世纪清朝同治年间发生在中国西北地区的一场事變。这次战争的起因主要是满清政府偏袒打死两个“偷竹子”的回民的汉人。激發长久以来回民被满族官员歧视压迫的怒火。同治回乱自1862年起直至1873年结束，持续10余年后才被清廷完全镇压。
叛乱在1862年开始，左宗棠在1867年接任陕甘总督前清军处于劣势。左宗棠首先派劉松山進攻陝北，1868年十二月，劉松山軍擊敗以陝北為根據地的漢人武裝董福祥軍，董福祥遂率領部眾逾十萬人归降，劉松山擇其精銳編成清軍三營加強兵力。然後左軍進攻陝西回軍馬正和、白彥虎等部，至1869年五月肅清陝西境內的回軍。陝西回軍向甘肅北路回軍马化龙部的根據地金积堡撤退。左軍刘松山部等部隊繼續向金積堡進軍，表面上歸順清廷的馬化龍代陝回求和不成，又重新反叛。糧盡援絕的馬化龍最終於1870年十一月向左宗棠投降，於1871年正月被處死。
1871年左宗棠进驻甘肃。1872年四月河州回军头目马占鳌投降，被左宗棠编入清军。:117-1181872年十月，清軍收復西寧城。:119-120白彦虎與陝回殘軍逃到新疆投靠阿古柏，后来又逃至沙俄并最后死于俄国。1873年九月，甘肅西北部肅州回軍首領馬文祿在堅守肅州城兩年後也接近糧盡，向左宗棠投降。左宗棠在同月處死馬文祿，同治陕甘回变就此告终。

### 收复新疆始末

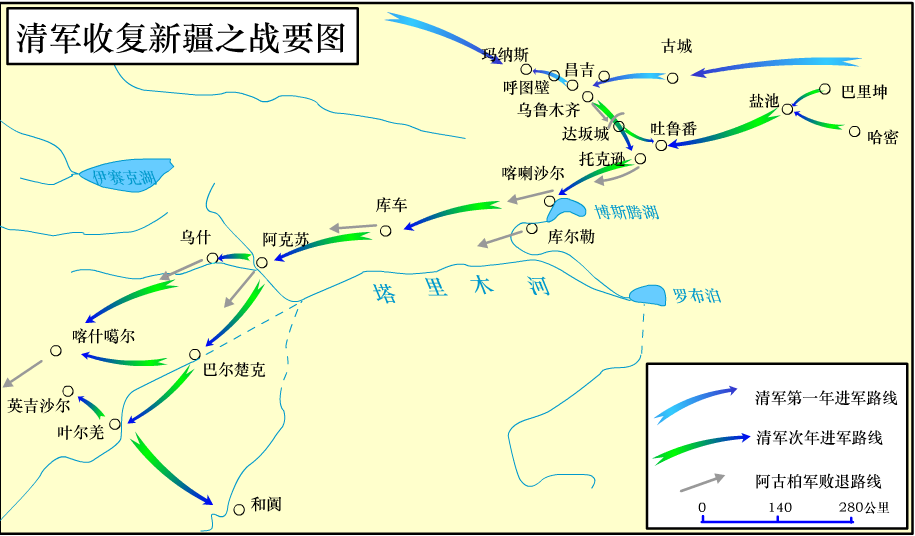
清军收复新疆之战示意图

1864年，正值太平天国运动和同治陕甘回变波及新疆，新疆各地豪强趁机而起，出现了割据纷争，各自为王的混乱局面。
喀什噶尔由伊斯兰教白山派首领马木提艾来木占据称王。不久，柯尔克孜族部落头目司迪克，联络回族封建主金相印，混乱中夺取了喀什噶尔，並称王，逐马木提艾来木。
马木提艾来木致书中亚的浩罕汗国，欲借助外部势力驱逐司迪克。司迪克也派出金相印亲自到浩罕进行联系，想把流亡浩罕的黑山派和卓后裔请回喀什噶尔，对抗马木提艾来木。由此引来阿古柏，其于1867年建立“洪福汗国”盘踞新疆。
同治十一年（1872年）七月，清廷尚在争论讨伐阿古柏之事，左宗棠认为“既事关君国，兼涉中外，不能将就了局，且索性干去而已”，率师进驻兰州，准备收复新疆。
左宗棠深思後，采用“缓进速决”的战略，要打算展開積極而迅速的戰鬥。
“缓进”，就是積極治軍。左宗棠用一年半的时间筹措军饷，积草屯粮，整顿军队，减少冗员，增强军队战斗力。即使是自己的主力湘军，也剔除空额，汰弱留强。他还规定，凡是不愿出关西征的，一律给资，遣送回籍，不加勉强。
“速决”，就是考虑国库空虚，为了紧缩军费开支，大军一旦出发，必须速战速决，力争在一年半左右获取全胜尽早收兵。因此，在申报军费预算时，左宗棠亲自做了调查和精微的计算，他从一个军人，一匹军马，每日所需的粮食草料入手，推算出全军八万人马一年半时间所需的用度。然后，再以一百斤粮运输一百里为—甲—位，估算出全程的运费和消耗。甚至连用毛驴，骆驼驮运，还是用车辆运输，哪种办法节省开支也做了比较。经过周密计划，估算出全部军费开支共需白银八百万两。为防止意外開支，留有余地，宗棠向朝廷申报一千万两。
当时主管财政的大臣沈葆祯，一见西征军费的预算报告，金額甚鉅，欲摊派给各省，从地方财政收入里抽调，可是这样一来則不易一时凑齐，有贻误战机之虞。军机大臣文祥过问，宗棠亲自去找皇帝和摄政的西太后陈述利害关系。皇帝御批道：“宗棠乃社稷大臣，此次西征以国事而自任，只要边地安宁，朝廷何惜千万金，可从国库拨款五百万，并敕令允其自借外国债五百万。”
左宗棠同时在兰州建立“兰州制造局”（亦称“甘肃制造局”），为西征军修造枪炮。为了对付阿古柏军的洋枪洋炮，並由广州、浙江调来专家和熟练工人，在兰州造出大量武器，还仿造了德国的螺丝炮和后膛七响枪，改造了中国的劈山炮和广东无壳抬枪。
新疆收复后，上海“泰来洋行”的德国技师福克曾在哈密与左宗棠会面，观看了部队的演练，见湘军纪律严明，操练得法，军火枪炮也不落后，于是说：“清军若与俄国交战于伊犁，必获全胜。”当然了这种奉承话只可一听，甲午战争前大部分西方观察者都认为中国将获胜。
左宗棠同时又建“甘肃织呢总局”（亦称“兰州机器织呢局”），这是中国第一个机器纺织厂。
光绪元年（1875年），朝廷上争议出兵收复新疆，引起“海防”与“塞防”之争。李鸿章等人力主海防，以日本為主要假想敵，主张放弃塞防，将“停撤之饷，即匀作海防之饷”。左宗棠則是塞防派，並力表异议，指出西北“自撤藩篱，则我退寸而寇进尺”，尤其招致英、俄渗透。
李鸿章等认为：自从乾隆年间平定新疆一百多年以来，每年都要花费数百万两饷银，这是一个填不满的无底洞，现在又要竭尽天下的财力去赡养大军西征，还不如依从英国人提出的条件，允许阿古柏政权独立，只要他答应称臣入贡就是了。
左宗棠力驳李鸿章，他认为：如果丢失新疆，则这块土地不是被西方的英国势力，就是被北方的沙俄鲸吞，中国随即失去西北边防的关卡要塞和重镇，使西北边防无以屏障，到时中国边防的兵力不但不能削减，反而会大大增加。从全局来看，不战而丢新疆的后果，对内必将严重有损国威，丧失民心；对外也必将助长列强的侵略气焰，不利于海防。以李鸿章的主张乃是误国，绝不可行。
当时的军机大臣文祥為左宗棠所说服，全力支持之：“老臣以为宗棠之言深谋远虑，上承先皇高宗之遗志，下惠子孙万代，请陛下决策。”于是慈禧太后下诏授左宗棠为钦差大臣，全权节制三军，以将军金顺为副帅，择机出塞平叛新疆。
左宗棠收复新疆的战略是先安定新疆回部，“欲收伊犁，必先克迪化”。如果迪化城克服，“我威维扬”，再大兴屯田以保证长期后勤供应，安抚新疆各部族耕牧如常。如此，“即不遽索伊犁，而已稳然不可犯矣。乌城形势既固，然后明示以伊犁我之疆索，尺寸不可让人”。
在战术上，左宗棠分析：“俄虽国大兵强，难与角力，然苟相安无事，固以度外置之。至理喻势禁皆穷，自有不得已而用兵之日，如果整齐队伍，严明纪律，精求枪炮，统以能将，岂必不能转弱为强，至此劳师袭远之寇乎？”因此，“不在先索伊犁，而在急取迪化。”左宗棠事先命西征军前锋部队统帅张曜，驻军哈密兴修水利、屯田积谷。1876年一年就收获粮食五千一百六十余石，基本上可以解决该部半年军粮所需。
为运输军粮，左宗棠又建立了三条路线：一是从甘肃河西采购军粮，出嘉峪关，过玉门，运至新疆的哈密，二是由包头、归化经蒙古草原运至新疆巴里坤或古城（今奇台），三是从宁夏经蒙古草原运至巴里坤。
到1876年4月出兵时，左宗棠指挥的西征军有刘锦棠所部湘军25个营，张曜所部14个营和徐占彪所部蜀军5个营，包括原在新疆各个据点的清军，共有马、步、炮军150余营，兵力总数近八万人。但真正开往前线作战的只有五十余营，二万多人。
因行军其间要经过著名的莫贺延碛大沙漠，流沙数百里。粮草可以马驮车载，长途运输，“惟水泉缺乏，虽多方疏浚，不能供千人百骑一日之需，非分期续进不可”。大部队行军遇到的最大问题，是人畜饮水难以解决，所以只有分批分期地行进。左宗棠坐镇肃州（今酒泉），命刘锦棠、金顺分兵两路，先后率师出关。他把大军分作千人一队，隔日进发一队，刘锦棠走北路，金顺走南路，到哈密会齐。刘锦棠率领西征军主力自肃州入新，至哈密行程约1,700里，很顺利地进入哈密。部队各营到达哈密后，把从肃州等地陆续运往哈密的军粮再辗转搬运，翻过东天山九曲险道，分运至巴里坤和古城（今奇台）。很快，刘锦棠的前锋部队，已占据了距离迪化只有不足三百里的济木萨（今吉木萨尔县）。
5月，两路会合。9月，首先攻下迪化。阿古柏部隊二号首领白彦虎逃到托克逊。又攻克玛纳斯城，从而北路荡平。接着集结兵力转攻南路。第二年3月，又先后收复达板城和托克逊城。阿古柏逃往焉耆，留下他的小儿子驻守库尔勒为其垫后。不久，左宗棠军又收复吐鲁番，阿古柏一看通往南路的门户打开，自知大势已去，乃服毒自杀（一说被毒杀）。阿古柏的长子胡里为争权夺位杀死其弟，率领残部逃往喀什。白彦虎率领余众逃窜到开都河一带。
这时，李鸿章等海防派，又運作朝廷，发出敕令：“廷臣聚议，西征耗费巨款，今乌城、吐鲁番既得，可以休兵。”左宗棠看罢大不以为然，于是又上疏抗旨，据理力争。慈禧太后看罢他的奏章，被说服，于是才继续新疆收复战。
此时，沙俄又和土耳其发生战争，金顺建议乘虚袭取被沙俄霸占的伊犁。左宗棠认为师出无名，反遭其谤，留下不打。同年八月，大军从正道向西挺进，先收复南疆东四城：焉耆、库车、阿克苏、乌什；接着收复西四城：喀什、英吉沙、叶尔羌与和田。阿古柏的长子胡里与白彦虎逃往俄国。至此，这场由英、俄两国支持的阿古柏之乱乃告平息。见此情景，住在山中的布鲁特（今柯尔克孜族）十四个部落，也争相内附。
仅一年多时间，左宗棠就指挥西征军，攻克了被外寇侵占的南疆八城，收复了除伊犁以外的新疆领土。事毕，左宗棠上表申奏朝廷，慈禧太后后嘉其功，诏封二等侯爵。新疆各地也于大小村镇建立左公祠，烧香礼拜。

### 新疆正式建省

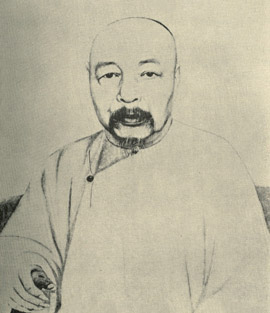
左宗棠肖像，1874年Pavel Piassetsky作

左宗棠于光绪四年（1878年）正月上书朝廷，力陈在新疆设省的主张。并建议朝廷派员与俄国会谈归还伊犁，引渡胡里、白彦虎等事宜。朝廷采纳了他的意见，派遣崇厚为全权大臣出使俄国进行谈判。
1871年，俄國乘阿古柏侵占新疆之机，派兵侵占了伊犁，宣布“伊犁永远归俄国管辖”，但沙俄当时比较虚弱，已在争夺克里米亚的俄土战争中大败，其驻华公使不得不在照会清朝总理各国事务衙门时说些外交辞令，称占领伊犁是为了“安定边疆秩序”，“只因回乱未靖，代为收复，权宜派兵驻守，俟关内外肃清，迪化、玛纳斯各城克服之后，当即交还”。但不料清军果真收复了迪化、玛纳斯等城，被落了口实。左宗棠利用这个口实，强调俄方有归还许诺在先，所以要先通过外交途径和平解决伊犁问题。
沙俄表示，在获得中国在通商、割地、赔款和再次调整天山以北边界等方面做出让步后，才能交还伊犁。沙俄一边谈判，一边白彦虎和伯克胡里不断武装侵扰中国边境。沙俄称，如不满足要求，“就宣布条约被撕毁，不交还伊犁”。而後，崇厚在沙俄提出的“通商、划界、赔款”三项要求的《里瓦几亚条约》上签字。
左宗棠向朝廷奏明：“此次与俄人谈判，沙皇包藏祸心，我今索还失地，方要我赔偿军费，趁我多事之秋，欺我少争战之志，多求合之意，妄图讹诈。伊犁乃我国之领土，俄军乘虚入侵，蹂躏我边民，掠取我财物。我今索还土地，俄方竟然要我赔偿军费，如此强盗行径，乃国际公理所不容也，此其一。俄方以划定两国边界为名，行掠夺土地之实，双方并未陈战，一弹未发，我朝公然割地与人，此乃外交所不许也，此其二。俄方之所谓通商，其商人志在谋利，其政府意在广设领事，深入我腹地，坐探虚实，此种通商，为我所不取也，此其三。臣以为如今之计，当先礼而后兵。我朝可更换使臣，与俄方重开谈判。如沙皇一意孤行，应诉诸于武力。臣虽不才，愿当此任。”摄政的西太后被说服，于是治崇厚罪，派曾纪泽出使俄国，重议条约。
左宗棠称：“壮士长歌，不复以出塞为苦也，老怀益壮。”自愿请行率军屯哈密，为曾纪泽做后盾。然后，兵分三路向伊犁方向挺进。命金顺部出精河为西路；命张曜部驻特克斯河畔为中路：命刘锦棠部出布鲁特游牧地为西路；左宗棠坐镇哈密亲领后路声援，号称王师四万，对中俄谈判的中方代表是一个巨大的支持力量。同时，左宗棠将其棺材从肃州运到哈密，借以表示收复伊犁血战到底的决心。
这一举动，令沙俄闻讯火速增兵坚守伊犁，并派出舰队游弋在海上，中国沿海省市天津、奉天（今辽宁）、山东先后警报，都处于戒备状态。左宗棠在哈密生活了四个月，为了减轻從内地长途调运军粮的困难，改善天山运道，修筑盘曲山路；筹集粮秣，发动军民屯田垦荒，兴修水利，增粮积谷。并在哈密大本营加紧训练，提高部队战斗力。
当时沙俄刚刚结束俄土战争，大伤元气，而且沙俄还认为战争纵获胜将得不偿失以及担心打败清国将导致清政府垮台而引发不可预料的反应，在谈判桌上终于让步。1881年2月24日，曾纪泽与俄方代表订立了《中俄伊犁条约》和《陆路通商章程》。沙俄归还伊犁，但仍割去了伊犁霍尔果斯河以西之领土，中国赔偿俄国兵费九百万卢布（折合白银五百余万两）；俄商在中国新疆各城贸易，暂不纳税，对于伊犁居民，规定“愿仍居原处为中国民，或愿迁居俄国入俄籍者，均听所便”。
虽然这一条约被中国认为是不平等条约，但曾纪泽确实也尽了最大的努力，中国收回了伊犁九城及特克斯一带地方。左宗棠对这一条约表示满意，说“中俄和议，伊犁全还，界务无损。领事只设嘉峪关、吐鲁番两处，此外均作罢论，则商务亦尚相安。吉林俄船撤还，松花江不许俄船来往”，而对曾纪泽也赞扬道：“劼刚此行，于时局大有裨益，中外倾心，差强人意也”。
1882年，左宗棠再次向清朝政府奏请新疆建省，提出乘新疆收复伊始和西征大军未撤之威，不失时机地建省设县。这样顺应民心，有利于百废待举，恢复元气，实行切实有效的管理。左宗棠恳切陈词说服了清朝政府，同意着手在新疆建省。时任新疆巡抚的刘锦棠，制订了建省的具体方案。省会设于迪化（今乌鲁木齐市），下设镇迪道、伊塔道、阿克苏道、喀什噶爾道及以下设府、厅、州、县。伊犁仍设将军府，但不再统帅全疆的军政事务，政治中心移至迪化。1884年11月16日，户部奏请添设新疆巡抚、布政使各一人，除刘锦棠任巡抚外，又调甘肃布政使任新疆布政使。从此，新疆省正式建立。

### 中法战争
左宗棠因湘、淮派系之爭，以及對塞防、海防政策之歧見，與長久相識的李鴻章素來不睦，甚至勢同水火。在是否收復新疆的問題上，两人意见就完全相反。
1884年6月，左宗棠入北京任军机大臣。时值中法戰爭，法军孤拔于8月在马尾海战全歼驻扎福建马尾的南洋水师，战局对中国不利。9月，左宗棠奉旨以钦差大臣身份督办闽海军务，挽救战局，並以新疆的前車之鑑，力諫台灣建省。
1885年3月（農曆正月），黑旗军和恪靖定边军先在镇南关得胜，然后以一千多人死亡的代价击退法军，夺取了谅山。此事导致法国茹費里内阁垮台。法国引为奇耻大辱，向越南法军拨款五千万法郎以表明絕不退讓。中国方面精疲力尽，刘永福部“所存不过五百人，多方募集不过千人，攻守两难，进退失据”，同时在赫德的周旋下中法一直在进行密谈，而朝鲜的甲申政变使得中国更欲快速从越南抽身。最終雙方在同年6月9日（農曆四月廿七日）签订《中法新約》，主要内容就是确认了1884年法国和越南簽訂的《第二次順化條約》，其中否定了中国对越南的宗主权，改由法国全权管理越南。
左宗棠對李鴻章签订条约完全不能理解，对當時主和的李鴻章作出以下批評：“对中国而言，十个法国将军，也比不上一个李鸿章坏事”；“李鸿章误尽苍生，将落个千古骂名”。李的亲信潘鼎新、刘铭传等陷害攻击“恪靖定边军”首领王德榜，並誣告台湾道道員刘璈，彈劾誣告劉璈十八款，使他们失去兵权並喪命。
左宗棠上书朝廷为属下鸣冤叫屈，但自己卻在一个月后的七月廿七日（阳历9月5日）病逝福州。左宗棠系的湘军人馬自此一蹶不振，而李鸿章的淮军在派系斗争中压倒湘军，控制了清廷军事大权，一直到北洋军，都是清廷的主要军事力量。

## 历史評價

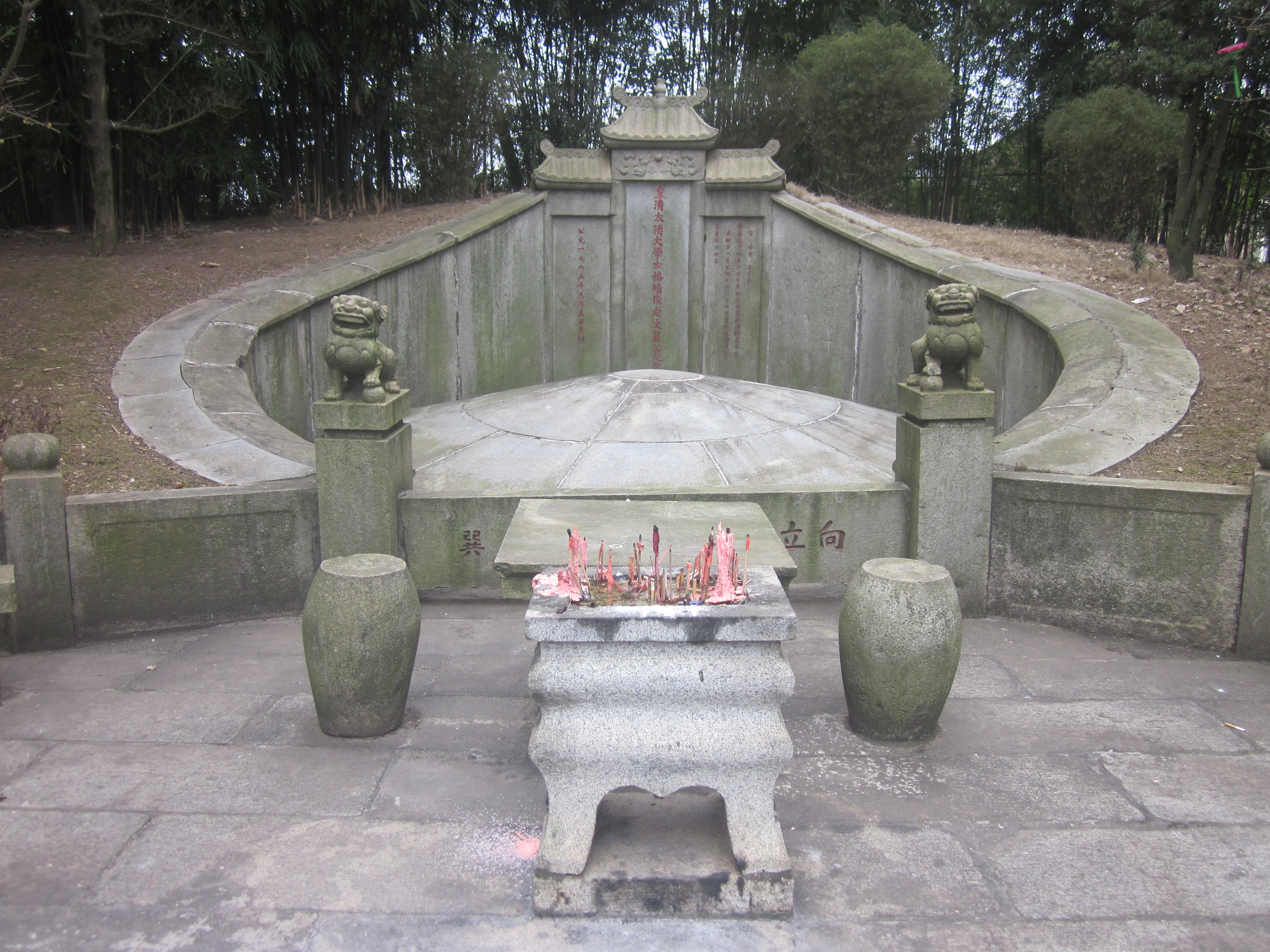
位於長沙市雨花區的左宗棠墓

改革开放前，中国大陆的学者对左宗棠的评价各有不同，没有统一意见；20世纪80年代之后意见逐渐统一，越来越多的史学家认为左宗棠是晚清的伟大人物，为民族存亡和中国的近代化作出巨大贡献，是一个有重大历史影响力的伟大人物。
胡林翼曾极力称赞说左氏“横览九州，更无才出其右者”才智超群，必成大器。在1870年代、1880年代力排李鸿章等海防派重臣之议，抬棺西行，收复新疆。史谓“宗棠有霸才，而治民则以王道行之。”
翰林院侍读学士潘祖荫向咸丰帝的一道奏疏中评价左宗棠说：“天下不可一日无湖南，湖南不可一日无左宗棠。”
梁启超评论左宗棠是“五百年以来的第一伟人。”
清朝人在著作中评价左宗棠说：“左文襄佐骆文忠，仅一幕职而得行其志，似愈于曾文正之为相；奉命出征，发谋出虑，朝廷亦从不牵制，此老一生际遇，文正不如也。”
1983年8月，王震曾对左宗棠的曾孙左景伊说：“史学界最近作了一件有意义的工作，对左宗棠做出了正确，客观的评价。这对海内外影响都很大。左宗棠在帝国主义瓜分中国的历史情况下，立排投降派的非议，毅然率部西征，收复新疆，符合中华民族的长远利益，是爱国主义的表现，左公的爱国主义精神，是值得我们后人发扬的。”“解放初，我进军新疆的路线，就是当年左公西征走过的路线。在那条路上，我还看到当年种的‘左公柳’。走那条路非常艰苦，可以想象，左公走那条路就更艰苦了。左宗棠西征是有功的，否则，祖国西北大好河山很难设想。”“阿古柏是从新疆外部打进来的，其实他是沙俄、英帝的走狗，左公带兵出关，消灭阿古柏、白彦虎，收复失地，得到了新疆各族人民的支持，这是抗御外侮，是值得赞扬的。”“办洋务的人也有所不同，有些是爱国的，有些是卖国的。像曾国藩、李鸿章，就不能和左宗棠相提并论。曾国藩、李鸿章是丧权辱国的，左公在福建办船政局，在甘肃办织呢厂，在新疆的屯田，客观上还是有利于国计民生的。我们是历史唯物主义者，对历史人物要一分为二，左宗棠一生有功有过，收复新疆的功劳不可泯灭。”
不過另一方面，左宗棠以鐵腕手段嚴厲鎮壓回民暴動，甚至對叛军手下進行報復性屠殺，因此當時回民直斥其為“左屠夫”。

## 軼事

### 自比孔明、自諡忠介
左宗棠年轻时自比为诸葛亮（孔明），常以“今亮”、“小亮”、“老亮”等自称，還在燈籠上題上「老亮」兩個大字，后听闻林寿图以诸葛亮之“諸”（意指“多”，係當代太多人隨意以诸葛亮自比）来讽刺他，之后便不再以孔明自喻了。嘗跟胡林翼說，希望自諡為「忠介先生」，心願就滿了。左宗棠自知有“气质粗驳”的缺点，便以“寡言，养静二条实下功夫，强勉用力”。

### 左老三文章
左宗棠擔任兩江總督時，當年主考官來到他手下任職。當年落榜的左宗棠記恨不已，將主考官叫來，自己將應試文章背出來。每背一段，便惡狠狠地問主考官：“這篇文章哪裏不好了？像左老三（左宗棠在家中排行第三，人稱“左老三”）這樣有才的人，你都不錄取為門生，想錄取甚麼人？”又叫來左右：“他曾經在河南當過官，你們去河南，調查他幹過甚麼壞事？”該主考官有自知之明，稱病辭官。

### 王八蛋滾出去
左宗棠僅有舉人功名（後破格御賜「進士」），在駱秉章處為幕友時，總兵樊燮來訪，樊認為左宗棠只是幕友，故拒絕行禮：「吾二品總兵，與汝四品幕僚請安？豈有此理？」左自認為駱秉章的代表人，相當有氣焰，對輕慢於他的樊燮非常不悅，大罵「王八蛋，滾出去！」，樊燮氣極而向咸豐帝彈劾，卻因潘祖蔭等人支持左宗棠，樊燮反而被朝廷罷黜。左宗棠也因此離開了駱秉章處，推薦劉蓉代替自己。
樊燮大怒：「伊區區孝廉爾，可氣燄如此！」返鄉後，在先人牌位旁邊，寫下「王八蛋滾出去」六個字之木牌，名為「洗辱牌」。並聘請名師教導其兩子，要求兩子在超越只有舉人功名的左宗棠，為父報復。且命令兩子有所成就前須身穿女裝，以作激勵：「考秀才进学，脱外女服；中举人，脱内女服；中進士，焚洗辱牌，告先人以无罪。」後樊次子樊增祥高中光緒三年（1877年）丁丑科進士，焚燒洗辱牌以告慰當時已作古的樊燮，已有後人在功名上壓倒左宗棠。

### 排左除胡
由於錢莊大亨胡雪巖支持左宗棠，李鴻章在1883年趁胡雪巖囤積大量生絲滯銷之機，命上海道員邵友濂故意拖延胡雪巖的餉款二十日，胡雪巖缺乏現金，無奈之下從自己的錢莊調現銀五千万两周轉。消息传出，一時市面大传，胡雪岩积囤生丝，大赔血本，並挪用錢莊的存款，故杭州府存戶開始擠兌，於是胡氏杭州的「泰来钱庄」倒闭，接連各地皆發生擠兌風潮。童元松评论说：“1883年爆发的金融风潮是19世纪中国影响最大的一次，是由胡光墉囤积生丝投机失败引起的。”1883年12月3日，京師阜康分號關閉。接著，鎮江、寧波、杭州、福州、金陵、漢口、長沙等分號亦相繼倒閉，至於破產。

### 左公柳
左宗棠两次率部西征，一路进军，一路修桥筑路，沿途种植榆杨柳树。不出几年工夫，从兰州到肃州，从河西到哈密，从吐鲁番到乌鲁木齐，凡湘军所到之处所植道柳，除戈壁外，皆连绵不断，枝拂云霄，这就是被后人所称的“左公柳”。清代诗人蕭雄有一首名诗，专为咏颂“左公柳”而作：
十尺齐松万里山，连云攒簇乱峰间。

应同笛里迎亭柳，齐唱春风度玉关。
左宗棠的同乡及幕僚楊昌濬，应邀西行，见道旁柳树成林，也有七绝一首：
上相筹边未肯还，湖湘子弟满天山。

新栽杨柳三千里，引得春风渡玉关。

### 親兵皆總兵
左宗棠为两江总督時，常用將領等級的高階軍官當副官。一次命一位「材官」（副官的俗稱）親手送信給江寧布政使（藩臺，從二品），「材官」送信時，坐到这位藩臺大人的炕上，与藩臺“侃侃而谈”。第二天藩臺面見左宗棠，也向左抱怨材官無禮。左宗棠當場把那位「材官」叫過來罵了一番，說，我的炕“由尔睡，由尔坐”，藩臺大人的炕，你怎可以随便坐呢？藩臺大驚，因為左宗棠表面上在罵材官，事實上在罵藩臺，連總督的炕都可以随便坐，藩臺的炕又如何呢？藩臺於是去詢問旁邊的巡抚，才得知，這個「材官」官居「一品提督」頭銜，而且身受黄马褂、當過總兵，比二品的藩臺還大。还有另一位藩臺去见左宗棠，發現轅門的戈什哈（衛兵）都坐著，沒人向他行禮，所以很生氣，向左宗棠告了一状。左宗棠于是下令，等会藩臺出来时，所有衛兵“站队恭送，赎先倨之罪”。藩臺仔細一瞧，這些衛兵都是“红顶花翎”，全是二品以上軍官，使他嚇得魂飛魄散。

## 纪念
- 左文襄公祠
- 左宗棠故居
- 左宗棠墓

## 家族
| \| \| \| \| \| \| \| \| \| \| \| \| \| \| \| \| \| \| \| \| 曾祖父：左逢圣 \| \| \| \| \| \| \| \| \| \| \| \| \| \| \| \| \| \| \| \| \| \| \| \| \| \| \| \| \| \| \| \| \| \| \| \| \| \| \| \| \| \| \| \| \| \| \| \| \| \| \| \| \| \| 祖父：左人锦 \| \| \| \| \| \| \| \| \| \| \| \| \| \| \| \| \| \| \| \| \| \| \| \| \| \| \| \| \| \| \| \| \| \| \| \| \| \| \| \| \| \| \| \| \| \| \| \| \| \| \| \| \| \| 曾祖母：蒋氏 \| \| \| \| \| \| \| \| \| \| \| \| \| \| \| \| \| \| \| \| \| \| \| \| \| \| \| \| \| \| \| \| \| \| \| \| \| \| \| \| \| \| \| \| \| \| \| \| \| \| \| \| \| \| 父：左观澜（1778-1830） \| \| \| \| \| \| \| \| \| \| \| \| \| \| \| \| \| \| \| \| \| \| \| \| \| \| \| \| \| \| \| \| \| \| \| \| \| \| \| \| \| \| \| \| \| \| \| \| \| \| \| \| \| \| 祖母：杨氏 \| \| \| \| \| \| \| \| \| \| \| \| \| \| \| \| \| \| \| \| \| \| \| \| \| \| \| \| \| \| \| \| \| \| \| \| \| \| \| \| \| \| \| \| \| \| \| \| \| \| \| \| \| \| 左宗棠（1812-1885） \| \| \| \| \| \| \| \| \| \| \| \| \| \| \| \| \| \| \| \| \| \| \| \| \| \| \| \| \| \| \| \| \| \| \| \| \| \| \| \| \| \| \| \| \| \| \| \| \| \| \| \| \| \| 母：余氏（1775-1827） \| \| \| \| \| \| \| \| \| \| \| \| \| \| \| \| \| \| \| \| \| \| \| \| \| \| \| \| \| \| \| \| \| \| \| \| \| \| \| \| \| \| \| \| \| \| \| \| \| \| \| \| |                         |  |  |  |  |  |  |  |  |  |  |  |  |  |  |  |
| |                         |  |  |  |  |  |  |  |  |  |  |  |  |  |  |  |
| | 曾祖父：左逢圣          |  |  |  |  |  |  |  |  |  |  |  |  |  |  |  |
| |                         |  |  |  |  |  |  |  |  |  |  |  |  |  |  |  |
| |                         |  |  |  |  |  |  |  |  |  |  |  |  |  |  |  |
| | 祖父：左人锦            |  |  |  |  |  |  |  |  |  |  |  |  |  |  |  |
| |                         |  |  |  |  |  |  |  |  |  |  |  |  |  |  |  |
| |                         |  |  |  |  |  |  |  |  |  |  |  |  |  |  |  |
| | 曾祖母：蒋氏            |  |  |  |  |  |  |  |  |  |  |  |  |  |  |  |
| |                         |  |  |  |  |  |  |  |  |  |  |  |  |  |  |  |
| |                         |  |  |  |  |  |  |  |  |  |  |  |  |  |  |  |
| | 父：左观澜（1778-1830） |  |  |  |  |  |  |  |  |  |  |  |  |  |  |  |
| |                         |  |  |  |  |  |  |  |  |  |  |  |  |  |  |  |
| |                         |  |  |  |  |  |  |  |  |  |  |  |  |  |  |  |
| | 祖母：杨氏              |  |  |  |  |  |  |  |  |  |  |  |  |  |  |  |
| |                         |  |  |  |  |  |  |  |  |  |  |  |  |  |  |  |
| |                         |  |  |  |  |  |  |  |  |  |  |  |  |  |  |  |
| | 左宗棠（1812-1885）     |  |  |  |  |  |  |  |  |  |  |  |  |  |  |  |
| |                         |  |  |  |  |  |  |  |  |  |  |  |  |  |  |  |
| |                         |  |  |  |  |  |  |  |  |  |  |  |  |  |  |  |
| | 母：余氏（1775-1827）   |  |  |  |  |  |  |  |  |  |  |  |  |  |  |  |
| |                         |  |  |  |  |  |  |  |  |  |  |  |  |  |  |  |
| |                         |  |  |  |  |  |  |  |  |  |  |  |  |  |  |  |

- 曾祖父：左逢圣
- 曾祖母：蒋氏
- 祖父：左人锦
- 祖母：杨氏
- 父：左观澜（1778－1830年）
- 母：余氏（1775－1827）
- 妻：周诒端，字筠心（1812－1870年），湘潭黄荆坪辰山人
- 长兄：左宗棫（1799－1823年）
- 二哥：左宗植（1804－1872年）
- 長女：左孝瑜（1833年生），字慎娟，適陶澍之子陶桄，著有《小石屋詩草》。[25]
- 次女：左孝琪（1834－1873年），字靜齋，著有《猗蘭室詩草》。
- 三女：左孝琳（1837年生），字湘娵，適湘潭黎福昌，著有《瓊華閣詩草》。
- 四女：左孝璸（1837年生），字少華，適湘潭周翼標，著有《淡如齋遺詩》。
- 長子：左孝威（1846－1873年），字子重。
- 次子：左孝寬（1847年生）
- 三子：左孝勳（1853年生）
- 四子：左孝同（1857－1924年），字子異，官至河南布政使，清亡後隱居為書法家。

## 脚注
1. ↑  左宗棠青少年时代喜欢豪言壮语，曾以诸葛亮自比，自称“今亮”。
2. ↑  当时的广西巡抚劉長佑是黑旗军的主要官方支持。劉長佑是湖南新寧縣人，和湘軍將領劉坤一、江忠源、劉光才是同乡，均为湘軍系统重要将领。
3. ↑  光绪十一年（1885年）正月，法军炮击镇南关，提督冯子材在镇南关筑长墙三里多，筑垒扼守。二月八日，冯子材亲自督战，与法军大战，王德榜率部于甫谷布下伏兵，以高昂的代价战胜法军。但按《清史稿》不久即“移疾去”，实际上被除官。光绪十六年（1890年），王德榜才补受贵州布政使，实际上是流放边疆地区。光绪十九年春，王德榜卒于任内，年57岁。
4. ↑  左文襄素有兀傲名，督兩江時，年齒既尊，一時顯達，出其部下者至夥，故兀傲益甚。嘗令材官某投書於江寧藩司，囑其面投。及見藩司，即與升炕並坐，侃侃而談，藩司不悅。翌日上院，舉以告左，左呼材官至前，責之曰：「昨日命爾送信，爾公然與藩臺大人分庭抗禮，荒謬絕倫。須知藩臺大人之炕，非我之炕可比，我之炕，由爾睡，由爾坐，藩臺大人之炕，豈有爾之座位乎？」藩司聞之，大不安。退而問巡捕，始知某蓋題奏提督，賞穿黃馬褂，曾署某處總兵者也。又一日，藩司謁左，見其親兵戈什哈坐於儀門，未起立示敬也，告之左。左令巡捕傳諭，於藩臺大人回署時，站隊恭送，贖先倨之罪。須臾，送藩司出，鵠立大堂兩旁者皆紅頂花翎。

## 延伸阅读
[在维基数据编辑]
 在维基文库阅读此作者作品（ 在维基共享资源阅览影像）
 《清史稿/卷412》，出自趙爾巽《清史稿》